# Web Woman
Mulher Aranha (Web Woman, no original em inglês) é um desenho de animação, criado pelos estúdios Filmation. Estreou nos EUA em 9 de setembro de 1978. Fazia parte do show de Tarzan e os Super 7.
Mulher Aranha é o alter-ego de Kelly Webster. Era dublada pela atriz Linda Gary.
Kelly salva a vida de um alienígena com forma de inseto durante uma tempestade. Em gratidão, o alienígena lhe dá de presente um anel misterioso, que a fornece super poderes do reino animal dos insetos. O alienígena é espião de uma organização que zela pelo espaço. 
Seu traje é cor-de-rosa, com uma máscara, cinto e botas pretos. Tem uma grande variedade de armas como uma teia que sai de seu cinto de utilidades, e um gás do sono produzido pelo anel, entre outros.

## Lista de episódios
nomes originais (em inglês)
1. "The Rainmaker"
2. "The Eye of the Fly"
3. "The World Within"
4. "Madame Macabre's Calamity Circus"
5. "Red Snails at Sunset"
6. "Send in the Clones"
7. "The Sun Thief"
8. "Dr. Despair and the Mood Machine"
9. "The Perfect Crime"
10. "The Lady in the Lamp"

## Ficha técnica
- Direção: Hal Sutherland
- Produção: Lou Scheimer e Norm Prescott
- Data de estréia: 9 de setembro de 1978
- Colorido